# Verponding
De verponding was een belasting in de Nederlanden op onroerende goederen die jaarlijks moest worden opgebracht. De hoogte werd bepaald op basis van de behoefte van de overheden, wat een voortdurende stijging tot gevolg had. De registratie van de onroerende goederen was per gewest verschillend, bijvoorbeeld in Friesland het Register van den Aanbreng, in Brabant het maatboek. Met de invoering van het Franse kadasterstelsel in 1810 kwam er een einde aan de verponding. 

Kaart van de Habsburgse Nederlanden (1482-1543)

## Voorgeschiedenis
Belasting werd in de Middeleeuwen geheven op basis van rijkdom en die bestond voornamelijk uit grondbezit. Ingezetenen van steden en dorpen werden aangeslagen naar de oppervlakte van hun landerijen. Omdat de oppervlakte in morgens werd gemeten noemde men deze belasting morgentale: het aantal morgens waarover men werd aangeslagen, bijvoorbeeld 2 stuivers per morgen. In de late middeleeuwen kwam de rijkdom voor een toenemend aandeel voort uit handel en nijverheid en werd belasting alleen met grond als basis onbillijk gevonden. De vorst of zijn commissarissen gingen daarom de rijkdom van dorpen en steden in geld schatten en drukten die uit in de toen gebruikelijke munt schild. Daarom werd die belasting schildtale genoemd: het aantal schilden waarover per schild een omslag werd geheven. Als de schatting werd herzien omdat er veranderingen in de rijkdom waren opgetreden heette dat verschilden: een ander aantal schilden. Al in 1397 gebruikte Albert van Beieren de term ponden voor het schatten en de schatters werden ponders genoemd. De begrippen verponden en verschilden werden door elkaar gebruikt. Nadat het schild was vervangen door het Vlaamse pond werd verponding de gebruikelijke naam, vooral bij het taxeren (schatten) van landerijen.

## Verponding van 1515 - 1810
Onder Karel V ging vanaf 1515 verponding alleen nog over onroerend goed (gebouwen en landerijen) en daarnaast werd er een hoofdgeld geheven, evenredig naar ieders vermogen. Het betrof hier met name het gewest Holland, in de andere gewesten bleven de bestaande belastingen gehandhaafd. In Friesland was dat de floreenbelasting.
In 1542 stelde de keizer een nieuwe algemene belasting op alle onroerende goederen voor van 10% ten laste van huurders of gebruikers. De belastingen werden door Karel V en zijn opvolger Philips II steeds hoger opgedreven. Naast de jaarlijkse ordinaris verponding werd ook regelmatig een extraordinaris verponding geheven.
Sinds het begin van de Opstand hadden de opstandelingen ook behoefte aan geld. In 1572 besloten de Staten van Holland eigenmachtig tot een heffing van 12% over de inkomsten van de landerijen, al gauw verhoogd tot het dubbele bedrag. De Republiek der Zeven Verenigde Nederlanden had de opbrengsten van de verponding hard nodig. In Zeeland werd in 1580 over de waarde van de landerijen 1% geheven. In Holland werd in 1581 een verponding vastgesteld van 1% in de steden en in de dorpen 10% van de inkomsten uit de landerijen. Vanaf 1585 werd in Holland door de Staten van Holland een nieuwe verponding ingevoerd: 12% (12e penning) over de inkomsten van onroerende goederen.
In 1627 was er een herziening van de huurwaarde op basis van eigen aangifte door de eigenaren. De gegevens voor landerijen bleven gelden tot in de 19e eeuw, die voor de huizen werden in 1730 vernieuwd.
De behoefte aan een algemeen stelsel werd sterker tijdens de Bataafse Republiek en op 12 juli 1805 werd een voorstel tot invoering van een algemene verponding naar de huurwaarde ingediend, het systeem dat in een aantal gewesten al bestond. De voorgestelde manier om de huurwaarde te bepalen stuitte op grote weerstand. In 1807 werd vastgelegd dat de huurwaarde zou worden bepaald op basis van de registratie in een nog op te zetten kadaster. Na de inlijving bij Frankrijk in 1810 werd het Franse kadasterstelsel zonder meer ingevoerd, terwijl in Nederland het kadaster nog niet klaar was. De verponding was daarmee wel verleden tijd. Dat Nederlandse kadaster was gereed in 1832, tot die tijd werd de vastgoedbelasting geheven op basis van de beschikbare eerdere vastleggingen.

## Het innen van de belasting
Het innen van belastingen werd vaak verpacht, maar dat gebeurde niet met de grondbelasting. In de steden van Holland stelde men bezoldigde ontvangers der verponding aan. In de dorpen werden collecteurs der verponding aangesteld die als vergoeding een percentage van het door hen te innen bedrag kregen. In Friesland werd de floreenbelasting geïnd door de generale ontvangers van de grietenijen. In Stad en Lande en in Overijssel kozen de bezitters van vastgoed de ontvanger voor het platteland. In Drenthe had men een schatbeurder voor inning van de diverse belastingen en die deed dat ook voor de grondbelasting. In Brabant fungeerden de plaatselijke schouten als ontvanger. 
Ontvangers en collecteurs moesten voldoende borg stellen, zodat een eventueel tekort op hen verhaald kon worden. Daar tegenover stond dat zij bij wanbetaling zonder tussenkomst van een rechter konden overgaan tot ‘dadelycke ende parate executie’. Ze legden dan beslag op de bezittingen van de wanbetaler, konden hem zelfs gevangen laten zetten en moesten dan binnen 6 dagen zijn roerende goederen verkopen. Als dat onvoldoende opbracht kon ook (een deel van) zijn onroerende goederen worden verkocht. Het executierecht was niet beperkt tot personen, ook steden, dorpen en bedrijven hing executie boven het hoofd bij wanbetaling.

## Vrijstellingen

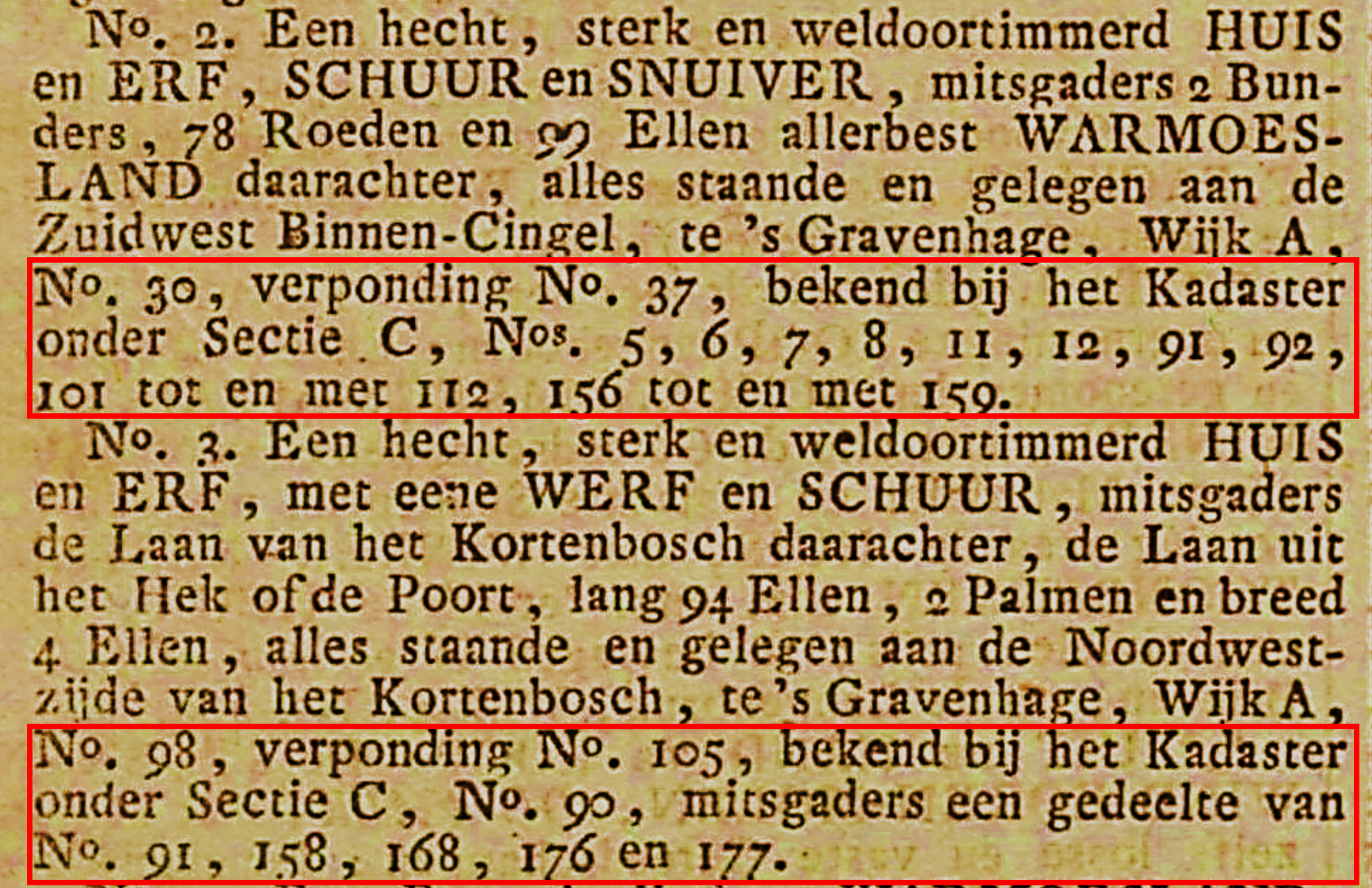
Bij de overgang naar het kadaster waren de verpondingsgegevens nog van belang.

In de middeleeuwen waren edelen vrijgesteld van belastingen en ook over eigendommen van kerken en kloosters hoefde geen belasting te worden betaald. Vanwege hun grote behoefte aan geld probeerden Karel de Stoute en Karel V die vrijstellingen af te schaffen, in elk geval te beperken. In 1544 wilden de steden van de zeventien verenigde Nederlanden alleen instemmen met de grondbelasting als dergelijke vrijstellingen helemaal werden afgeschaft en dat gebeurde uiteindelijk in 1553. Dus ook in de grondwet van 1814, artikel 15, werd vastgelegd dat de koning en de leden van het koninklijk huis waren vrijgesteld van alle personele lasten met uitzondering van de verponding.

Na 1553 waren vrijstellingen alleen tijdelijk vanwege bijzondere omstandigheden, bijvoorbeeld als een gebouw door brand was beschadigd of verwoest en als land tijdelijk onbruikbaar was door overstroming. In 1626 werd in steden voor nieuwe huizen vrijstelling verleend voor de eerste 14 jaar en dat gold uitdrukkelijk niet voor huizen op het platteland. In 1632 werden molens die voor droogmaking van polders in gebruik waren vrijgesteld. In 1764 gaven de Staten van Holland voor de hele Bovenkerkerpolder vrijstelling voor 40 jaar, vanaf het moment van droogmaking.

## Na invoering kadaster
Bij de invoering van het kadaster in 1832 waren gemeenten in secties verdeeld en de percelen binnen een sectie kregen een nummer. In de akten was sinds 1807 het verpondingsnummer opgenomen en daarom namen gemeenten ook dat nummer in hun kadastrale administratie op zodat er een koppeling bleef met bestaande akten. 